# Rubrius annulatus
Rubrius annulatus är en spindelart som beskrevs av F. O. Pickard-Cambridge 1899. Rubrius annulatus ingår i släktet Rubrius och familjen mörkerspindlar. Inga underarter finns listade i Catalogue of Life.